# Ungersheim
Ungersheim es una localidad y comuna francesa, situada en el departamento de Alto Rin, en la región de Alsacia. En julio de 2014 se ha inaugurado el parque temático dedicado a  El Principito en esta localidad alsaciana.

## Demografía
| 1065 | 1113 | 1280 | 1430 | 1457 | 1633 | 1886 | 1960 |
| Para los censos de 1962 a 1999 la población legal corresponde a la población sin duplicidades (Fuente: INSEE [Consultar]) |      |      |      |      |      |      |      |